# Gôtt å leva
Gôtt å leva är en sång av Galenskaparna och After Shave. Text och musik: Claes Eriksson.
Låten framförs av karaktärerna Roy & Roger (spelad av Anders Eriksson och Jan Rippe) i filmen Macken – Roy's & Roger's Bilservice. 
Låtens budskap handlar om att ta dagen som den kommer, njuta av den och inte stressa runt för det tjänar ändå inget till och är bara slöseri med krafter, för: "Det ska va gôtt å leva, annars kan det kvitta! Fint å leva, annars kan det kvitta; lätt å leva, annars kan det kvitta" och "spring inte runt och vela - då sabbar du det hela!". För Roy och Roger i filmen handlar "Gôtt å leva" om att stänga macken för en stund och gå och fiska istället.
Gôtt å leva sjunger gruppen också som slutnummer i revyn Grisen i säcken (den är dock inte med i den ursprungliga Macken-tv-serien, då den skrevs senare till filmen). Låten släpptes sedan på EP:n Det ska va gôtt å leva (1990) och var också en av de låtarna som framfördes på konserthusturnén Det ska va gôtt å leva som Galenskaparna och After Shave genomförde 2003-2004, med godbitar från deras produktioner.
Finns med på 3CD-samlingen En go' box, utgiven 1994.